# Furulund, Kungsbacka kommun
Furulund är en bebyggelse i Ölmevalla socken i Kungsbacka kommun, Hallands län.  Området avgränsades fram till 2010 som en separat småort med namnet Furulund (södra delen), från 2015 räknas det till tätorten Åsa. 